# Alexander Lohner
Alexander Lohner (* 1961) ist ein deutscher Philosoph und Romancier.

## Leben
Alexander Lohner studierte Philosophie, katholische Theologie und Psychologie in Berlin und München. Danach war er mehrere Jahre Wissenschaftlicher Mitarbeiter bzw. Wissenschaftlicher Assistent an der Philosophischen Fakultät der Münchner Ludwig-Maximilians-Universität. Er promovierte in Philosophie mit einer Arbeit über Peter Wust und in Theologie mit einer Arbeit zum Thema „Der Tod im Existentialismus“. Beide Promotionen wurden mit summa cum laude bewertet. Darauf erfolgte die Habilitation mit einer medizin- bzw. bioethischen Abhandlung. 2022 konvertierte Alexander Lohner zur Kirche der Orthodoxie.

## Wissenschaftliche Arbeit
Lohner lehrte und lehrt als Dozent an den Universitäten München, Berlin und Kassel. Ernennung zum Professor durch die Universität Kassel im Jahr 2006 (Angewandte Ethik). Er veröffentlichte mehrere wissenschaftliche Bücher und Artikel in Zeitschriften und Zeitungen. Außeruniversitär war und ist er in der Lehrerfortbildung, als Medizinethiker und in der Entwicklungszusammenarbeit tätig. 2020 gründete Lohner mit Christiane Fischer und anderen den Verein Peoples health movement (PHM) Germany. Lohner ist unter anderem Mitglied der Europäischen Akademie der Wissenschaften und Künste zu Salzburg, seit 2002 als Theologe für MISEREOR und seit 2023 in der Ausbildung orthodoxer Priester aus der Ukraine tätig, die einmal ihren Dienst in Deutschland tun werden. Alexander Lohner lebt in Köln.
Seine Arbeitsschwerpunkte sind: Philosophische Anthropologie, Medizinethische Fragen, Thanatologie, die weltweite Aidsproblematik, ethische Fragestellungen in der (zeitgenössischen) Belletristik, Religionsphilosophie, Ethik der Weltreligionen, die Sektenproblematik, Ethik der Neurowissenschaften. Lohner gilt als bedeutender Kenner des Existenzialismus in Deutschland.

## Belletristik
Alexander Lohner ist auch als Verfasser historischer Romane hervorgetreten. Sein belletristisches Erstlingswerk Die Jüdin von Trient erschien 2004 im Aufbau Verlag und basiert auf einem realen Ereignis des 15. Jahrhunderts (der tödlichen Folterung von Trienter Juden wegen eines angeblichen Ritualmords an dem – später heiliggesprochenen – Kind Simon). Der Roman wurde positiv besprochen, ebenso der Roman Das Jesustuch (2006). Die ungarische Philosophin Ágnes Heller betont in ihrem Essay „The Contemporary Historical Novel“, dass der Erfolg der „Jüdin von Trient“ auf der Art und Weise beruht, wie „die Interpretation der historischen Ereignisse in die Darstellung interessanter Charaktere und bewegender persönlicher Schicksale mündet.“ Die philosophischen Diskussionen in dem Roman seien so gestaltet, „daß sie sowohl in der Zeit vor Luther als auch erst vorgestern geführt worden sein könnten“ 2013 erschien der Roman Octavia . Die Gemahlin Neros, in dem Lohner antike und mittelalterliche Überlieferungen aufgriff, denen zufolge die römische Kaisergattin Octavia den Mordanschlag durch ihren Ehemann Nero, der ihr nach offizieller Geschichtsschreibung den Tod brachte, in Wirklichkeit überlebt habe.

Im Jahre 2007 gründet Alexander Lohner mit den Kindern, unter anderem Sarah Ines Struck, und Weggefährten von Karin Struck die Karin-Struck-Stiftung. Alexander Lohner veröffentlichte auch eine Reihe von Gedichten in verschiedenen Anthologien und für Kunstprojekte.

## Monographien
- Peter Wust: Gewissheit und Wagnis, Paderborn 1995
- Rechtfertigung der Abtreibung? Eine Auseinandersetzung mit Peter Singer und Norbert Hoerster. Bonn 1993
- Der Tod im Existentialismus. Eine Analyse der fundamentaltheologischen, philosophischen und ethischen Implikationen, Paderborn 1997
- Personalität und Menschenwürde. Eine Auseinandersetzung mit den Thesen der „neuen Bioethiker“. Regensburg 2000
- Die pseudoreligiöse Versuchung. Zur Problematik der Sekten und Psychokulte. Mönchengladbach 1999
- Die Jüdin von Trient (Roman). Berlin 2004
- Das Jesustuch (Roman). Berlin 2005
- Octavia. Die Gemahlin Neros (Roman). Kissleg-Immenried 2013